# Río Frío (afluente del Guadalimar)
El río Frío, a veces también refereido como arroyo Frío, es un río del sur de la península ibérica que transcurre por la parte suroccidental de la provincia de Albacete, casi limítrofe con la provincia de Jaén (España). Aporta sus aguas al río Guadalimar, junto al Molino de Pataslargas. 

## Curso
Nace a 1000 m s. n. m., a los pies del Calar del Mundo, formando una curiosa surgencia de agua a los pies de una pronunciada ladera. Nada más nacer, sus aguas se embalsan por una pequeña presa en un paraje de gran belleza, donde existe una pequeña área recreativa. Pertenece el nacimiento a los términos municipales de Cotillas y Villaverde de Guadalimar. Su caudal es escaso y su longitud, hasta desembocar en el Guadalimar es de 4.5 km. 